# ユタ映画批評家協会賞 (2020年)
19th UFCA Awards

作品賞: 

『 ミナリ 』
第19回ユタ映画批評家協会賞（だい19かいユタえいがひひょうかきょうかいしょう）は2020年の映画を対象としており、2021年2月13日に受賞者が発表された。

## 受賞一覧

### 作品賞
- 受賞 - 『ミナリ』
  - 次点 - 『ソウルフル・ワールド』

### 監督賞
- 受賞 - レジーナ・キング - 『あの夜、マイアミで』
  - 次点 - リー・アイザック・チョン - 『ミナリ』

### 主演男優賞
- 受賞 - リズ・アーメッド - 『サウンド・オブ・メタル 〜聞こえるということ〜』
  - 次点 - チャドウィック・ボーズマン - 『マ・レイニーのブラックボトム』
  - 次点 - スティーヴン・ユァン - 『ミナリ』

### 主演女優賞
- 受賞 - フランシス・マクドーマンド - 『ノマドランド』
  - 次点 - キャリー・マリガン - 『プロミシング・ヤング・ウーマン』

### 助演男優賞
- 受賞 - レスリー・オドム・Jr - 『あの夜、マイアミで』
  - 次点 - ダニエル・カルーヤ - 『ユダ&ブラック・メシア』

### 助演女優賞
- 受賞 - マリア・バカローヴァ - 『続・ボラット 栄光ナル国家だったカザフスタンのためのアメリカ貢ぎ物計画』
  - 次点 - ユン・ヨジョン - 『ミナリ』

### ヴィンス/マーティン賞
- 受賞 - エリザベス・モス - 『透明人間』
  - 次点 - クリスティン・ミリオティ - 『パーム・スプリングス』

### オリジナル脚本賞
- 受賞 - アーロン・ソーキン - 『シカゴ7裁判』
  - 次点 - エメラルド・フェネル - 『プロミシング・ヤング・ウーマン』

### 脚色賞
- 受賞 - チャーリー・カウフマン - 『もう終わりにしよう。』
  - 次点 - ケンプ・パワーズ - 『あの夜、マイアミで』

### 撮影賞
- 受賞 - ジョシュア・ジェームズ・リチャーズ - 『ノマドランド』
  - 次点 - ウカシュ・ジャル - 『もう終わりにしよう。』

### 作曲賞
- 受賞 - トレント・レズナー、アッティカス・ロス - 『ソウルフル・ワールド』
  - 次点 - ルドウィグ・ゴランソン - 『TENET テネット』

### 編集賞
- 受賞 - アラン・ボームガーテン - 『シカゴ7裁判』
  - 次点 - ミッケル・E・G・ニルソン  - 『サウンド・オブ・メタル 〜聞こえるということ〜』
  - 次点 - ジェニファー・レイム - 『TENET テネット』

### アニメーション映画賞
- 受賞 - 『ウルフウォーカー』
  - 次点 - 『ソウルフル・ワールド』

### 外国語映画賞
- 受賞 ― 『アナザーラウンド』 デンマーク
  - 次点 - 『バクラウ 地図から消された村』 ブラジル、 フランス

### ドキュメンタリー映画賞
- 受賞 ― 『ディック・ジョンソンの死』
  - 次点 - 『タイム』